# West Wiltshire
West Wiltshire war ein District in der Grafschaft Wiltshire in England. Verwaltungssitz war Trowbridge; weitere bedeutende Orte waren Atworth, Bradford-on-Avon, Longleat, Melksham, Warminster und Westbury.
Der Bezirk wurde am 1. April 1974 gebildet und entstand aus der Fusion der Urban Districts von Bradford-on-Avon, Melksham, Trowbridge, Warminster und Westbury sowie der Rural Districts von Bradford and Melksham und Warminster and Westbury.
Am 1. April 2009 wurden neben West Wiltshire auch alle weiteren Districts in Wiltshire abgeschafft und in der neuen Unitary Authority Wiltshire vereinigt.